# Assi-Eck
Das sogenannte Assi-Eck (historisch eigentlich Meinel-Eck) beschreibt den Raum um die Kreuzung der Görlitzer Straße, Rothenburger Straße und der Louisenstraße in der Dresdner Neustadt. Das „Eck“ ist heute bekannt für seine vielen angrenzenden Spätshops, Kneipen und Clubs sowie ein aktives Nachtleben, welches sich im öffentlichen Raum abspielt sowie damit einhergehend auch begleitender Ordnungswidrigkeiten bzw. Straftaten.

## Lage, Verkehrssituation und Geschichte

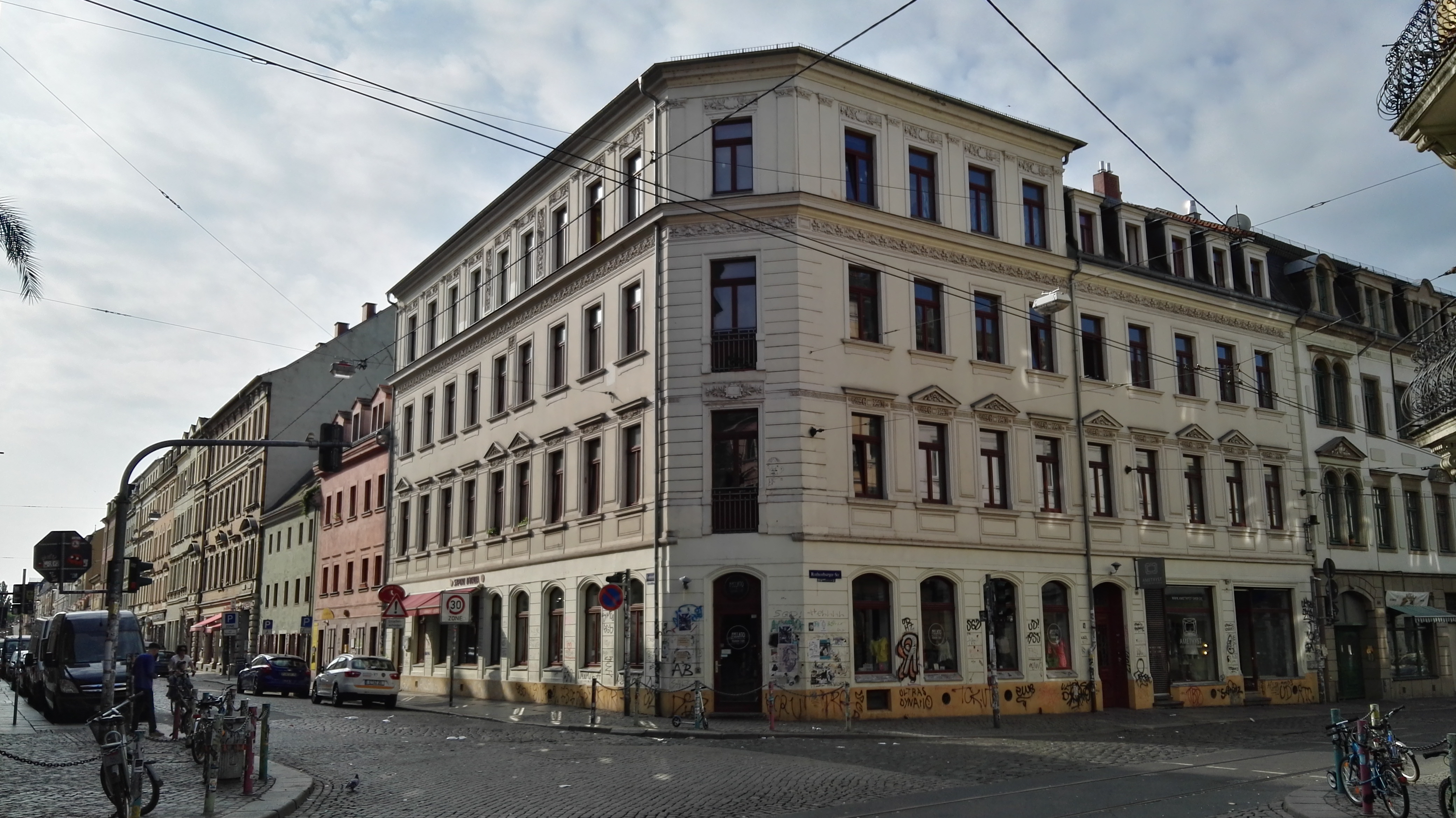
Blick von der Görlitzer Straße 2 über das so genannte Assi-Eck auf die Rothenburger Straße 46

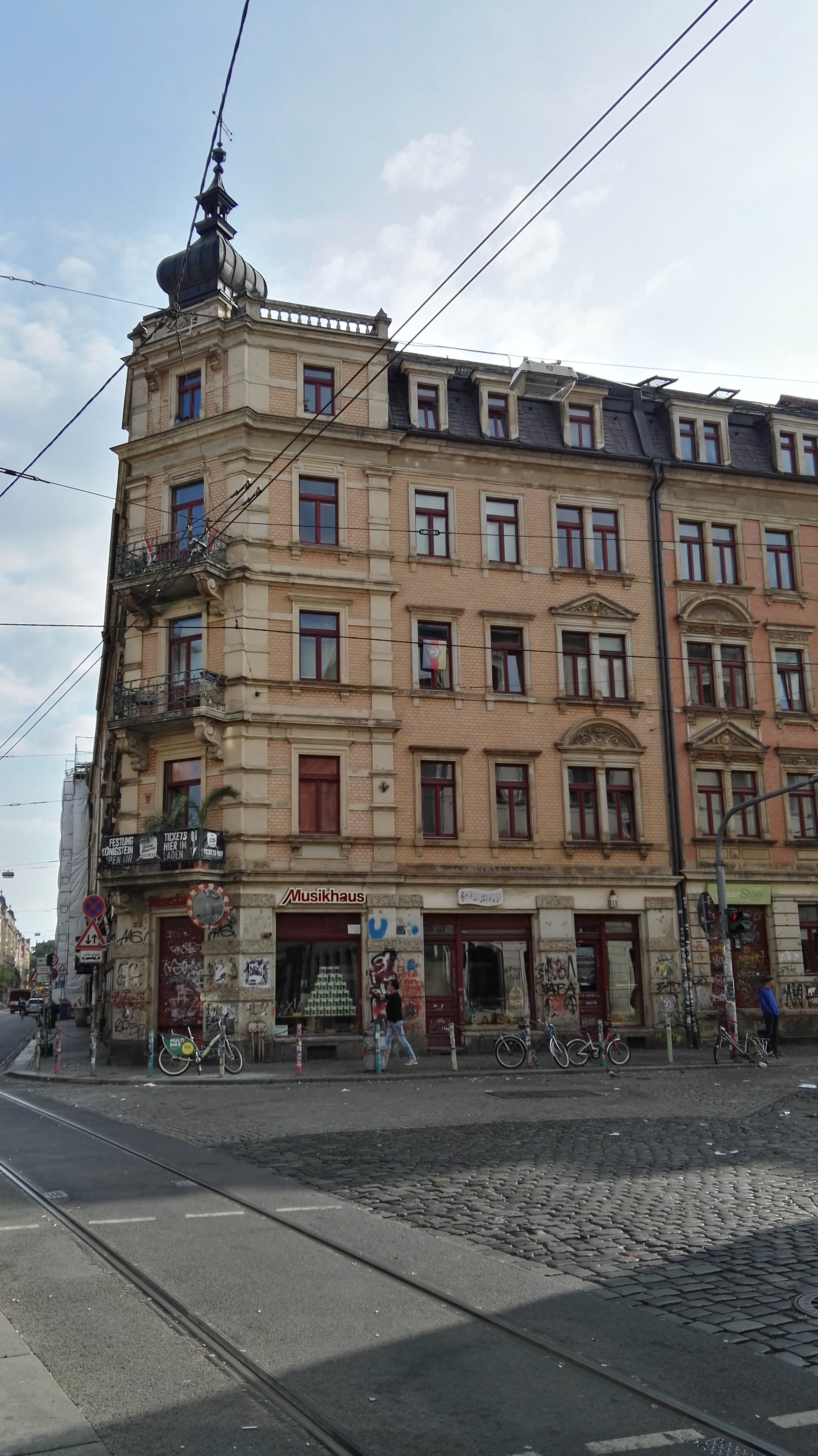
Blick aus der Rothenburger Straße auf die Görlitzer Straße 2, die Kreuzung ist das historische Meinel-Eck (heute: Assi-Eck). Bis 1948 wurde die sichtbare Strecke nur vom Norden („stadtwärts“) aus befahren, in der Gegenrichtung („landwärts“) bogen die Straßenbahnzüge nach rechts in die Louisenstraße ein.

Die (versetzte) Kreuzung um das seit 2014 so genannte „Assi-Eck“ bildet sich aus der Görlitzer Straße im Norden, der Rothenburger Straße im Süden sowie der kreuzenden Louisenstraße in Ost-West-Ausrichtung in der Äußeren Neustadt in Dresden.  Auf diese Weise wurden das noch zu errichtende Gebäude in der Sichtachse der Görlitzer Straße mit der Kreuzung der Louisenstraße gen Süden und das in der Sichtachse der Markgrafenstraße gen Norden mit der Louisenstraße zu markanten städtebaulichen Bezugspunkten. Während ersteres mit der (heutigen) „Rothenburger Straße 46“ architektonisch weniger schlüssig ausgeführt wurde, wurde letzteres als „Görlitzer Straße 2“, dem späteren „Musikhaus Meinel“ prägend für die (versetzte) Kreuzung.
Ab dem 12. Juni 1887 wurden die drei Straßen durch die Straßenbahn befahren: An diesem Tag eröffnete die Dresdner Straßenbahngesellschaft ihre Strecke von der Bautzner Straße aus durch die Markgrafenstraße (heute: Rothenburger Straße) bis zur Louisenstraße, um dort eine Blockumfahrung durch Görlitzer Straße – Bischofsweg – Kamenzer Straße – Louisenstraße – zurück zur Markgrafenstraße im Uhrzeigersinn anzulegen. Am 30. Juni 1896 wurde diese Alaunplatz-Schleife entgegen dem Uhrzeigersinn befahren und die Gleiskreuzung an dieser Straßenkreuzung ausgebaut. Zur Schienengewinnung wurde die (eingleisige) Strecke in Louisenstraße, Kamenzer Straße und Bischofsweg ab dem 16. März 1948 ausgebaut (die Streckenführung ist noch heute im Straßenpflaster erkennbar) und die Görlitzer Straße straßenbahnseitig ab dem 1. Oktober 1948 eingleisig in beiden Richtungen bis heute befahren.
Nach der Wende hat die Dresdner Neustadt in den 1990er Jahren beginnend ein pulsierendes Nachtleben entwickelt. Neben dem Besuch von Kneipen, zum Beispiel die Bar Saxxim und Abendlokalen hat sich dabei eine gesellige Kultur an den Straßen und Plätzen der Neustadt entwickelt. Das Assi-Eck erlebte einen Popularitätsgewinn als 2008 am Scheunevorplatz, eine Kreuzung weiter, eine Überwachungskamera installiert worden war.
Alle drei Straßen werden für Autoverkehr genutzt, welcher auf der Kreuzung seit den 2010er Jahren durch eine Ampel geregelt wird. Die Görlitzer Straße ist dabei eine Einbahnstraße Richtung Norden, wird also von der Straßenbahn von Norden kommend gegen die Fahrtrichtung befahren.

## Name
Auf Grund der versetzten Lage der Kreuzung war vor allem vom südlichen Eingang in die Äußere Neustadt das markante Eckgebäude Louisen-/Görlitzer Straße (Görlitzer Straße 2) der Endpunkt der Sichtachse durch die Rothenburger Straße. Das im Erdgeschoss befindliche Ladengeschäft wurde nach dem Zweiten Weltkrieg zu einem privaten Musikinstrumentengeschäft durch die Familie Meinel, dem „Musikhaus Meinel“, was auch zu DDR-Zeiten stets privat blieb, ausgebaut und 1954 eröffnet. Verbunden mit der verzerrten Lage der Kreuzung und der ungewöhnlichen Straßenbahnführung in diesem Bereich setzte sich für diese Kreuzung der Name Meinel-Eck(e) im Sprachgebrauch fest.
2007 gab die Familie Meinel das Musikgeschäft auf, vom Nachfolger Peter Pfundt wurde es in „Musikhaus Neustadt“ umbenannt. Der Name „Meinel-Eck“ kam auch durch den sehr raschen Gentrifizierungsprozess außer Sprachgebrauch, insbesondere durch das Nachrücken neuer Bevölkerungsteile konnte sich dieser Begriff nicht halten, das Musikgeschäft selbst schloss im Juli 2015, jedoch nur für kurze Zeit.
Parallel entstand an dem eigentlichen „Szene-Treff“ der Jugendlichen der Neustadt, der „Scheune“ auf der Alaunstraße ab 2007 Verdrängungsdruck, dem ab den 2010er Jahren das zunehmende Ausweichen an andere Plätze folgte, zu denen auch diese „versetzte Ecke“ gehörte: Andere, aber weniger gebräuchliche Namen aus dieser Zeit sind „Soziale Ecke“, „Neustadt-Kino“, „Buntes Eck“, „Krawall-Eck“, „Stress-Eck“, „Hip-Hop-Ecke“, „Verrecker-Ecke“ oder „Feuchte Ecke“, auch „Bermudadreieck“ oder „schiefe Ecke“.
Seit circa 2009 wird der Bereich zwischen dem Jazzclub „Blue Note“, der Cocktailbar „Lebowski“ und dem ehemaligen, queeren Club „Queens“ (jetzt „Zum Luden“) als Bermuda-Dreieck bezeichnet, da dies oft die letzte Einkehr der Neustädter Partybesucher war, bis am nächsten Morgen die örtliche Stadtreinigung erschien.
Etwa um diese Zeit muss auch der Begriff „Assi-Eck“ entstanden sein. Seit etwa 2020 wird von Polizei und Stadtverwaltung die Bezeichnung „Schiefe Ecke“ benutzt, um dem asozialen Verhalten mancher Besucher nicht noch durch den Namen Vorschub zu leisten.
2014 wurde ein Phänomen öffentlich, nämlich, dass Jugendliche in mehr oder minder alkoholisiertem Zustand die in nur wenigen Zentimetern Abstand zum Straßenbord und auch ausgesprochen langsam fahrenden Straßenbahnzüge mit den Händen berührten: Dieses wurde als Straßenbahn-Streicheln rasch bekannt, die Dresdner Verkehrsbetriebe reagierten, in dem der Straßenbahnverkehr sofort eingestellt wurde und die betreffende Linie umgeleitet wurde, was allerdings in diesen Nächten die Äußere Neustadt und auch die Oppellvorstadt von jeglichem ÖPNV quasi „abschnitt“, diese Kreuzung wurde nunmehr als „Assi-Eck“ auch überregional bekannt.
Da das Phänomen des „Straßenbahn-Streichelns“ nach wie vor praktiziert wird und die Anzahl der „Umleitungsnächte“ nach wie vor hoch ist, ist von weiter zunehmender Bekanntheit dieses Namens auszugehen. Politische Überlegungen zu einer Art „Vermittler“ gibt es, weitere Überlegungen zur Begrenzung oder Einhegung des „Straßenbahn-Streichelns“ (was eher als Verbundenheit zur Straßenbahn in Dresden praktiziert wird und an und für sich keinerlei Provokation beinhaltet, lediglich durch die Alkoholisierung der Jugendlichen viel zu viele Gefahren beinhaltet) gibt es derzeit (Stand: November 2020) nicht.

## Spannungsfeld
Rund um das Nachtleben am Assi-Eck kommt es immer wieder zu Spannungen, da Anwohner und Verkehr durch Lärm, Dreck und Personen auf der Straße gestört werden.
Im Rahmen der COVID-19-Pandemie rückte das Assi-Eck ins Blickfeld der lokalen Politik, da sich auf Grund der Schließung von Kneipen und Restaurants vermehrt Menschen auf öffentlichen Plätzen versammelten. Zeitweise mussten Straßenbahnen umgeleitet werden, da eine Durchfahrt nicht mehr möglich war. Zur Verhinderung von Menschenansammlungen wurde einerseits eine Alkoholverbotszone in Betracht gezogen. Andererseits wurde per Petition der Ausschluss des motorisierten Verkehrs vorgeschlagen.